# Rucaparib
Le rucaparib est un médicament anticancéreux de la classe des inhibiteurs de PARP.

## Efficacité
Il est actif dans le cancer de l'ovaire chez les patientes porteuses d'une mutation des gènes BRCA1 ou BRCA2 ou avec une perte d'hétérozygotie. Il peut être utilisé comme traitement d'entretien de ces cancers s'ils sont sensibles au cisplatine. Mis sur le marché avant la fin complète des essais cliniques, les résultats de son efficacité se sont avérés très décevant,.
Il allonge la rémission de certains cancers de la prostate métastatiques.